# Давлетшин, Фаррах Давлетшинович
Фаррах Давлетшинович Давлетшин (баш. Фәррәх Дәүләтша улы Дәүләтшин; 31 декабря 1887, д. Староуртаево — 10 января 1956 года) — поэт, фольклорист, классик башкирской литературы. Народный сэсэн Башкирской АССР (1944), член Союза писателей БАССР (1939).

## Биография
Давлетшин Фаррах Давлетшинович родился 31 декабря 1887 года в деревне Староуртаево Бирского уезда Уфимской губернии. В 8 лет лишился родителей. В 1913—1916 годах работал на бумажной фабрике «Белый Ключ» (Акчишминская бумажная фабрика), где от разрыва парового котла потерял зрение. Получив тяжелое увечье, он остался без работы.
Вернувшись в свою деревню, Фаррах Давлетшинович стал сочинять и исполнять баиты, песни.
Революционное строительство, начавшееся на селе, определило тему его произведений («Мужик, который ходил в барские леса», «Дед Ягир», «Горе бояр», «Баит Нури»). В баитах сэсэн использует все виды фольклора — загадки, пословицы и поговорки, кубаиры, сказы и предания.
В 1928 году вышла первая книга стихов и баитов «Сказы слепого Фарраха», в 1939 году — вторая книга. В 1947 году вышел третий сборник «Советы сэсэна» с баитами на военную тематику «Настала весна», «Полевой лес», «Два старика», «Война кончилась».
В 1944 году Президиум Верховного Совета Башкирского АССР присвоил ему звание «Народный сэсэн Башкирской АССР».
Член Союза писателей Башкирской АССР с 1939 года.
Умер 10 января 1956 года в д. Новобаишево Бирского района БАССР.

## Творчество
Баиты: «Будьте бдительны!», «Баит Нури», «Дед Янгир», «Сказы слепого Фарраха», «Война кончилась», «Настала весна», «Полевой лес».
Стихи: «Коллективизация», «Положение коммуны», «Успех колхоза», «Ишимбай», «Советские летчики».
Часть произведений Ф. Д. Давлетшина, а также его айтыш «Илде маҡтау» с С. А. Исмагиловым и записанные у него сказки вошли в многотомный сборник «Башкирское народное творчество».

## Награды и звания
- Орден «Знак Почёта» (1939)[4]
- Почётное звание «Народный сэсэн Башкирской АССР» (1944)